# CD47
CD47 — поверхностный клеточный гликопротеин, играющий роль в межклеточном взаимодействии, предотвращает захват нормальных эритроцитов фагоцитарными клетками. Лиганд рецептора SIRPA (SIRPα, CD172a).

## Структура
Белок состоит из 323 аминокислот.

## Функции
CD47 играет роль в клеточной адгезии, являясь рецептором для тромбоцитарного THBS1, и в модулировании интегринов. Играет важную роль в формировании памяти и синаптической пластичности в гиппокампе. CD47 является лигандом рецептора SIRPA (SIRPα), связывание с которым блокирует созревание незрелых дендритных клеток и ингибирует образование цитокинов зрелыми дендритными клетками. Взаимодействие с другим рецептором SIRPG способствует межклеточной адгезии. Предотвращает клиренс из крови нормальных эритроцитов.
В марте 2012 года были опубликованы результаты исследования, согласно которым CD47 препятствует фагоцитозу раковых клеток. Блокирование взаимодействий CD47—SIRPα антителами к CD47 позволило уменьшить лейкосаркому у мышей. Более того, опосредованный анти-CD47 антителами фагоцитоз раковых клеток макрофагами, как оказалось, может инициировать противоопухолевый иммунный ответ Т-клеток и на многие другие ранее не поддававшиеся иммунотерапии разновидности рака.

## Распределение в тканях
Белок широко представлен в различных тканях взрослого организма. Особенно его много в эпителии и мозге.